# Burgruine Liebeneck
Die Burgruine Liebeneck ist die Ruine einer hochmittelalterlichen Spornburg im Waldgebiet Hagenschieß südöstlich des Ortsteiles Würm von Pforzheim in Baden-Württemberg.

## Lage
Die Burgruine befindet sich auf einer Anhöhe oberhalb der Würm mit Blick über das Würmtal. Sie liegt in einem Bannwald bei 415 m über Normalnull. Die Ruine Liebeneck ist nicht mit dem Auto zu erreichen, lediglich Waldwege (z. B. der Ostweg) führen dorthin.

## Geschichte
Die ursprüngliche Burganlage ist vermutlich im 12. Jahrhundert entstanden. Die erste urkundliche Erwähnung erfolgte 1236 anlässlich der Übertragung der Burg und des Dorfes Würm von den Herren von Weißenstein auf Kräheneck an den Markgraf Rudolf I. von Baden. Die Burg sollte die am Fluss eingerichtete Floßzollstelle schützen.
Später wurde die Burg Erblehen der Herren von Weißenstein und gelangte danach in den Besitz der Herren Leutrum von Ertingen.
1692, während des Orleans´schen Krieges, brannte die Burg aus.
1828 erfolgte die Übertragung an den badischen Staat. Die Anlage wurde anschließend planmäßig zerstört, damit „Gesindel dort keinen Unterschlupf findet“ (s. Hinweistafel).
In den Jahren 1968 bis 1977 wurde der 30 m hohe Bergfried renoviert.
Von September 2019 bis Ende 2024 wurde das Denkmal saniert. Immer wieder mussten die Arbeiten wegen der Brut – und Nistzeiten der Wanderfalken, die sich im Gemäuer einquartiert haben, unterbrochen werden.

## Anlage
Von der ursprünglichen Anlage stehen noch der Bergfried und einige Mauern, die den Burghof umschließen. Der doppelte fünfeckige Mauerring mit seinen Vorwerken und Zwingern zeichnen dieses Bodendenkmal aus. Die Ruine wurde vom Hochbauamt gesichert. An der Ruine befinden sich auf einer Orientierungstafel ausführliche Informationen.

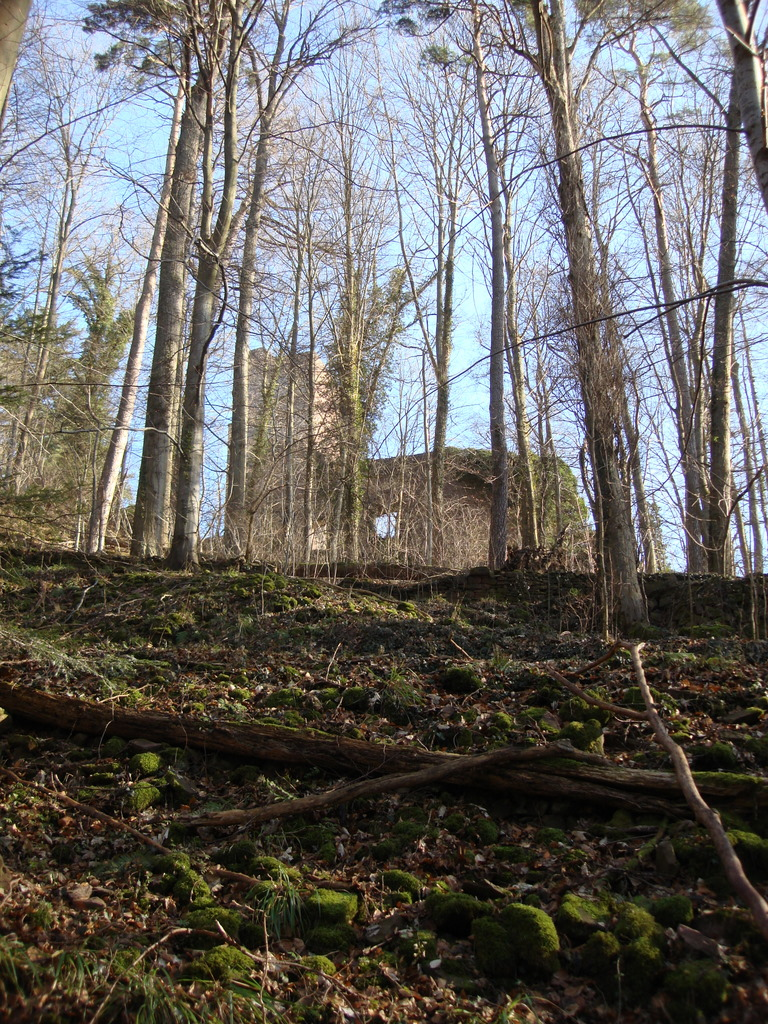
Vom Wald aus gesehen
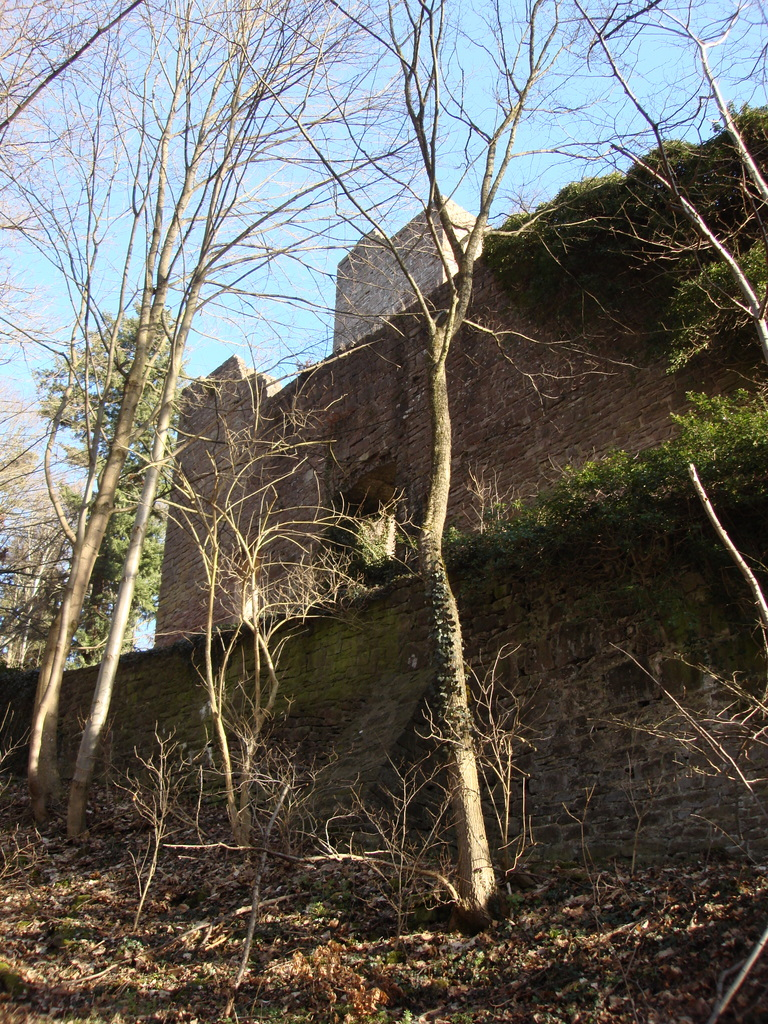
Vom Wald aus gesehen (Rückseite)
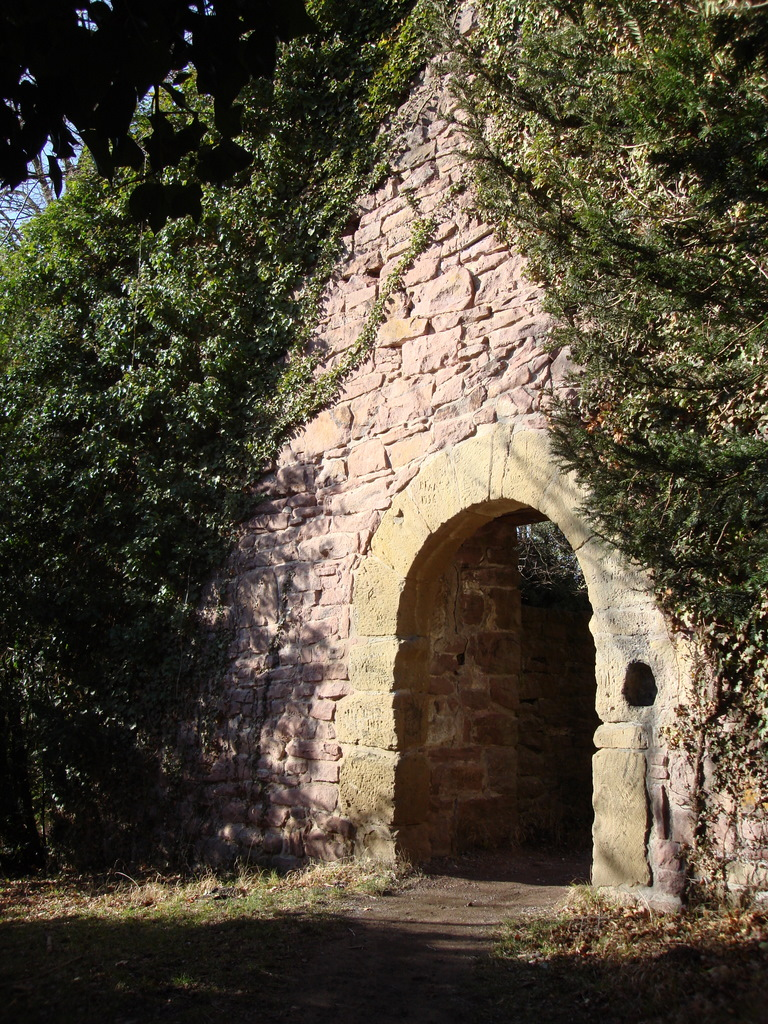
Eingang zum Haupthaus
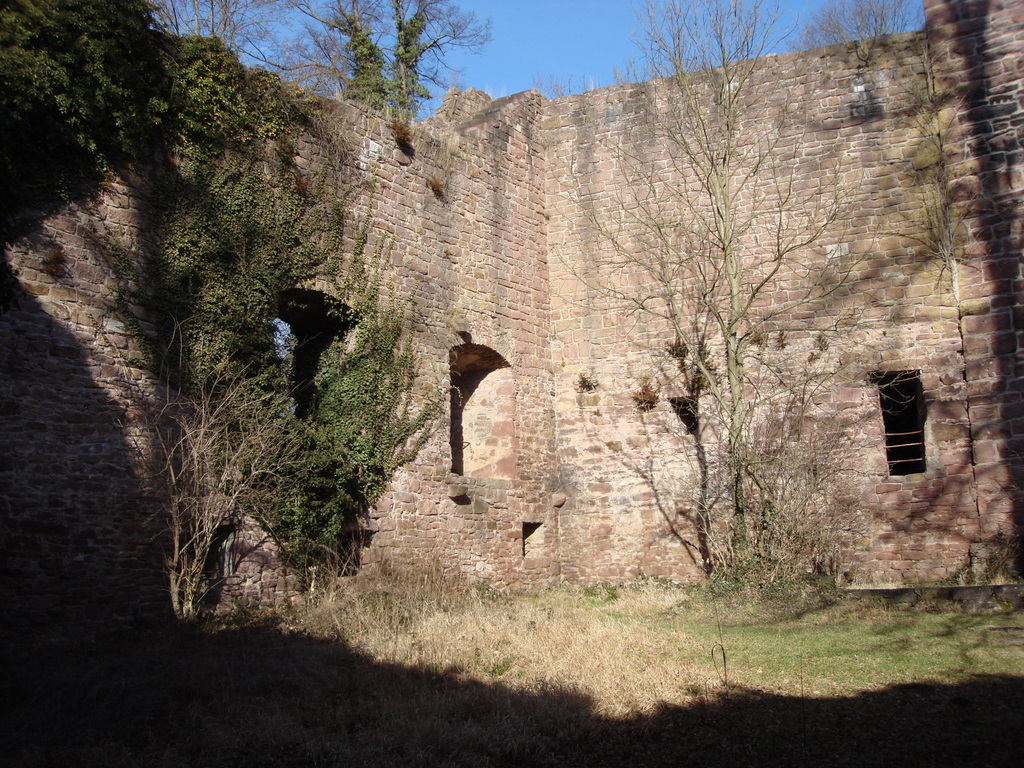
Haupthaus von innen
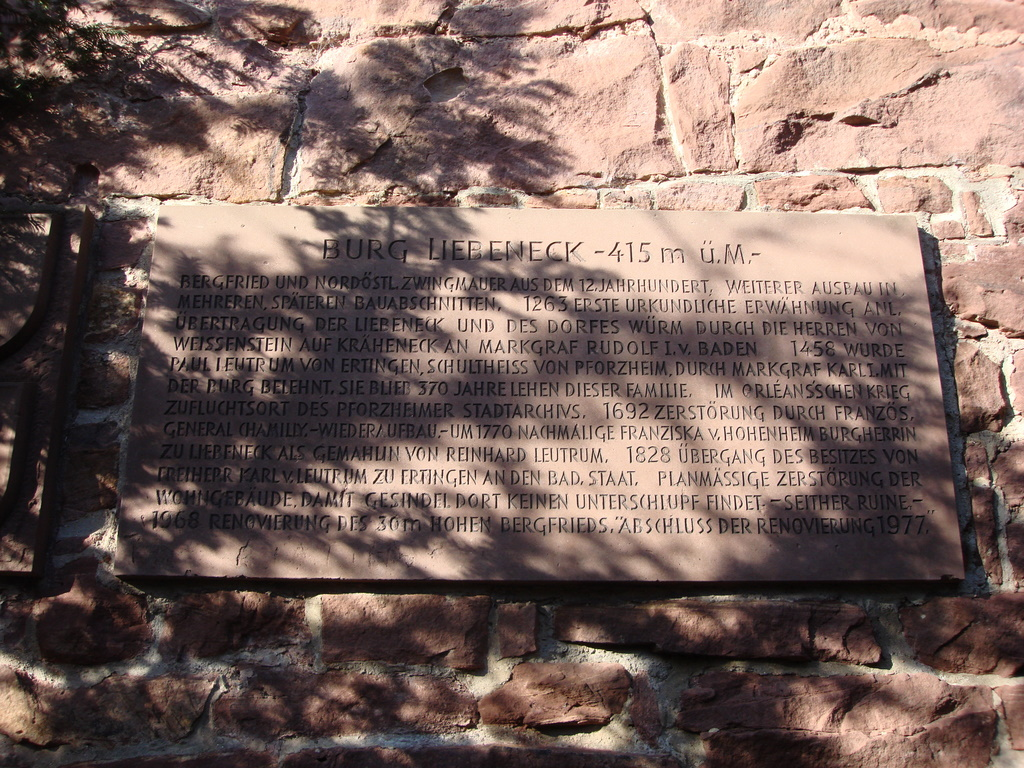
Hinweistafel